# Maré (ilha)

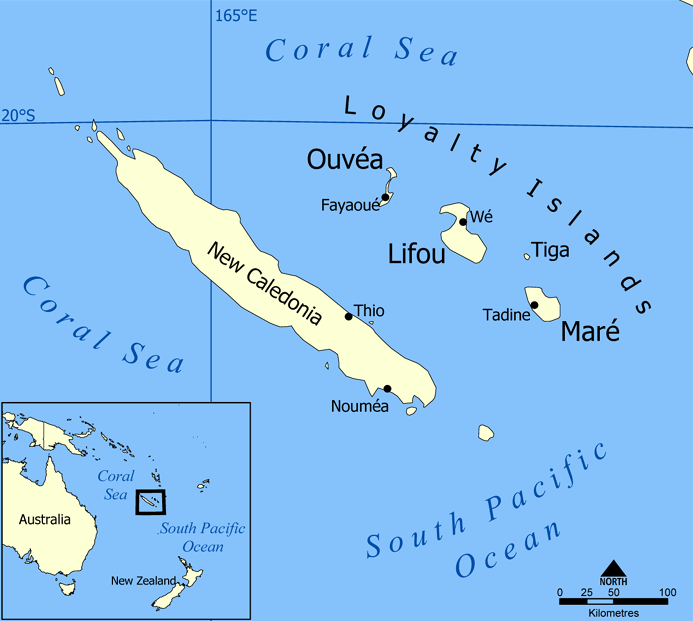
O arquipélago da Nova Caledônia, com as Ilhas Lealdade e Maré

Maré é uma ilha e comuna na província das Ilhas Lealdade na Nova Caledônia, um território de ultramar da França no Oceano Pacífico.
A comuna de Maré é formada pela ilha de Maré e pela pequena ilha de Dudun, que ficam entre as Ilhas Lealdade, ao nordeste de Grande Terre, a ilha principal da Nova Caledônia. A cidade de Tadin, na ilha de Maré, é o centro administrativo e principal núcleo urbano da comuna.
Administrativamente, Maré está dividida em oito distritos: Guahma e Tadine a oeste; Wabao, Medu e Eni a sudoeste; Pénélo a sudeste; La Roche a norte e Tawainedre a leste. A linguae usada na ilha é o Nengone.
Maré é a segunda mais importante das Ilhas Lealdade, depois de Lifou, com uma superfície de 650 km² e uma população de 7.401 habitantes, segundo o censo de 2004.
O terreno foi formado por construções calcárias massivas de origem biológica, que são, de fato, coral.
Maré é desprovida de cursos d'água, porém possui reservas de água subterrânea.